# Бадёрый
Бадёрый (бел. Бадзёры) — посёлок в Морозовичском сельсовете Буда-Кошелёвского района Гомельской области Белоруссии.

## География
В 5 км на юго-восток от районного центра и железнодорожной станции Буда-Кошелёвская (на линии Жлобин — Гомель), 44 км от Гомеля.

## Транспортная сеть
Рядом автодорога Буда-Кошелёво — Уваровичи.
Планировка состоит из короткой прямолинейной улицы, ориентированной с юго-востока на северо-запад. Застройка деревянными домами усадебного типа.

## История
Основан в начале 1920-х годов переселенцами с соседних деревень на бывших помещичьих землях. В 1931 году жители деревни вступили в колхоз. В 1959 году в составе совхоза «Морозовичи» (центр — деревня Морозовичи).

## Население

### Численность
- 2004 год — 35 хозяйств, 79 жителей.

### Динамика
- 1959 год — 77 жителей (согласно переписи).
- 2004 год — 35 хозяйств, 79 жителей.